# Фінська національна галерея
Фінська національна галерея (фін. Valtion taidemuseo, швед. Statens konstmuseum) — музейний комплекс, який об'єднує Художній музей Атенеум, Музей сучасного мистецтва Кіасма і Художній музей Синебрюхова, а також Центральний художній архів. Галерея, заснована в 1990 році, є найбільшим в Європі музейним комплексом.

## Склад комплексу
|  | Назва               | Діяльність |
|  | ------------------- | --- |
|  | Галерея Атенеум     | експозиція живопису фінських майстрів.                                                                                          |
|  | Галерея Кіасма      | виставка сучасного мистецтва.                                                                                                   |
|  | Галерея Синєбрюхова | зібрання порцеляни, срібла та меблів початку XVIII-го століття. Також у музеї є виставка живопису західноєвропейських майстрів. |
|  | Центральний архів   | архів і бібліотека |